# Pierzchów
Pierzchów [pjɛʂxuf] est un village de la commune de Gdów, dans le district de Wieliczka, Petite-Pologne. 
Il se trouve à environ 18 kilomètres à l'est de Wieliczka et à 29 km au sud-est de la capitale régionale Cracovie. 
Le général Jan Henryk Dąbrowski (en français Jean-Henri Dombrowski y  est né en 1755 et un tertre à sa mémoire y a été élevé en 1997. Il a une hauteur de 7 m et un diamètre à la base de 18 m.
Le village a une population de 560 habitants.
Le prévôt du village est Józef Kostuch.